# Sugar Ramos
Ultiminio „Sugar“ Ramos Zaqueira (* 2. Dezember 1941 in Matanzas, Kuba; † 3. September 2017 in Mexiko-Stadt) war ein kubanisch-mexikanischer Boxer im Federgewicht. Er wurde von Angelo Dundee sowie von Kid Rapidez trainiert.

## Profi
Am 5. Oktober 1957 gab er gegen Rene Acre mit einem klassischen K.-o.-Sieg in Runde 2 erfolgreich sein Profidebüt. Am 21. März im Jahre 1963 eroberte Ramos die Weltmeistergürtel der Verbände WBC und WBA, als er den US-Amerikaner Davey Moore in einem auf 15 Runden angesetzten Kampf in der 10. Runde durch Aufgabe bezwang. Davey Moore ist vier Tage später seinen Verletzungen erlegen.
Diese Titel verteidigte er gegen Rafiu King, Mitsunori Seki und Floyd Robertson. Im September des Jahres 1964 verlor er die Gürtel gegen Vicente Saldivar durch Aufgabe in der 12. Runde.
Im Jahre 1972 beendete Ramos seine Karriere.